# Politisk hiphop
Politisk hiphop (også kendt som politisk rap) er en stilart fra hiphop som udviklede sig i 1980'erne: Grandmaster Flash and the Furious Five udgav den første velkendte politiske rapsingle i 1982 ved navnet "The Message", hvilket opfordrede talrige hiphop-kunstnere til at adressere sociale/politiske emner.
Den musikalske stilart refererer til kunstnere, som har åbenlyse politiske tilknytninger og dagsordener. Den kan også blive brugt til indeholde politiske kunstnere af alle ideologiske striber: sort nationalisme (Public Enemy sammen med tilknytninger Ice Cube og Paris), marxisme (The Coup, Marxman), socialisme (Dead Prez, Immortal Technique) og endda anarkisme (Emcee Lynx).